# Chomiąża (Opolské vojvodství)
Chomiąża (dříve Chomiż, česky Chomýž, německy Komeise, dříve Comeise nebo Preussisch Comeise) je ves v jižním Polsku, v Opolském vojvodství, v okrese Hlubčice, v gmině Hlubčice, v jihovýchodní části Zlatohorské vrchoviny na řece Opavici. Nad vsí se dříve těžila břidlice (dnes je zde EVL Góry Opawskie - enkláva v okolí Pielgrzymowa a Opawice).

## Historie
V roce 1742 byla vesnice rozdělena mezi Rakousko a Prusko. Pruská část je dnes v Polsku. Rakouská část je dnes místní částí Chomýž města Krnova v Česku.

## Příroda
Vesnice se nachází v přírodním parku (polsky obszar chronionego krajobrazu) Rajón Mokre - Lewice.

## Památky
- kostel svatého Jana Křtitele z roku 1575

## Doprava
Ve vesnici se nachází silniční hraniční přechod do Česka Chomiąża - Chomýž pro vozidla do 4 tun.

## Sociální služby
Ve vsi se nachází stacionář pro seniory (polsky Placówka Całodobowej Opieki dla osób starszych Spokojna Przystaň w Chomiąży).

## Sport
Ve vsi se nachází fotbalové hřiště Fortuna (polsky Boisko Fortuna Chomiąża).